# Pandion cristatus
Il falco pescatore orientale (Pandion cristatus (Vieillot, 1816) è un uccello rapace della famiglia Pandionidae.

## Descrizione
È molto simile nel piumaggio al falco pescatore (Pandion haliaetus) ma di dimensioni più piccole.

## Biologia

### Alimentazione
Questo rapace si nutre esclusivamente di pesci.

## Distribuzione e habitat
La specie è diffusa da Sulawesi a gran parte dell'Australasia, sino alle isole Salomone e alla Nuova Caledonia.

## Tassonomia
In passato veniva considerato una sottospecie di Pandion haliaetus (Pandion haliaetus cristatus), da cui è stato differenziato in base a studi filogenetici che hanno portato alla sua classificazione come specie a sé stante.